# Malinowoje-See
Der Malinowoje-See (russisch Малиновое озеро; übersetzt Himbeersee oder auch Himbeerfarbener See) ist ein See im Michailowski rajon der russischen Region Altai, rund 20 km östlich der Grenze zu Kasachstan. Er gehört mit einer Fläche von 11,4 km² (Ausdehnung etwa 6 km × 2,6 km) zu den größten Salzseen aus der Gruppe der „Borowskije-Seen“ in dieser Region.
Der alkalische See enthält unter anderem Schwefelleberwasser und ist je nach Jahreszeit rosa oder braunrot gefärbt, aufgrund des in ihm lebenden Phytoplanktons. Im See kommen Salinenkrebse vor. Die am Ufer gelegene gleichnamige Siedlung Malinowoje Osero ist nach ihm benannt.